# Ceratogyrus brachycephalus
Ceratogyrus brachycephalus là một loài nhện trong họ Theraphosidae.
Loài này thuộc chi Ceratogyrus. Ceratogyrus brachycephalus được J. Hewitt miêu tả năm 1919.